# Jardines del Hipódromo
Jardines Del Hipódromo är en fotbollsarena i Montevideo, Uruguay med en kapacitet på 18 000 åskådare. Arenan började byggas den 26 juli 1954, och invigdes den 25 augusti 1957. Fotbollslaget Danubio FC använder arenan på sina hemmamatcher.
Arenan har genomgått åtskilliga renoveringar sedan 1997, bland annat en nybyggd läktarplats på en av arenans kortsidor som stod klar 2000.
Namnet betyder, fritt översatt från spanska, hippodromens trädgård.